# Zdzisław Bogdanowicz
Zdzisław Bogdanowicz (ur. 2 marca 1947 w Marwicach) – polski nauczyciel, absolwent Akademii Wychowania Fizycznego w Poznaniu, historyk sportu, trener, regionalista, działacz sportowy i samorządowy związany z Ziemią Łobeską. W roku 2017 nagrodzony zaszczytnym honorowym tytułem i odznaczeniem Zasłużony dla Powiatu Łobeskiego.

## Życiorys
Zdzisław Bogdanowicz jest najmłodszym synem Czesława i Marii (z domu Kłodzińska). Ma starsze rodzeństwo – siostrę Czesławę i brata Zygmunta. Jest żonaty, żona Bogumiła (z domu Rajtar) i ma trzy córki. Był uczniem Szkoły Podstawowej nr 1 w Łobzie, później Liceum Ogólnokształcącego w Łobzie, gdzie w 1965 uzyskał świadectwo dojrzałości. W latach 1965-67 w dwuletnim Studium Nauczycielskim w Koszalinie, uzyskał dyplom nauczyciela wychowania fizycznego i biologii. W trybie studiów zaocznych ma tytuł magistra wychowania fizycznego na Akademii Wychowania Fizycznego w Poznaniu (1974). Na tej samej uczelni w ramach 2-letnich studiów podyplomowych ukończył kurs trenerski o specjalności lekkiej atletyki (1980). W latach 1967-79 pracuje jako nauczyciel w Szkole Podstawowej nr 1 w Łobzie, a w latach 1979-1992 jest dyrektorem Międzyszkolnego Ośrodka Sportowego w Łobzie, a następnie w 1992-1997 jest nauczycielem w Zespole Szkół im. T. Kościuszki w Łobzie.
W roku 1980 Ministerstwo Oświaty i Wychowania wyróżniło go wyjazdem na Igrzyska Olimpijskie do Moskwy.

## Osiągnięcia trenerskie
Najważniejsze osiągnięcia trenerskie:
- Krystyna Kurkianiec –  mistrzyni Polski (halowa) w skoku w dal
- Czesław Kurkianiec – mistrz Polski juniorów na 400 m
- Marcin Orzechowski – mistrz Polski młodzików w rzucie oszczepem.

## Książki i publikacje
- Historia sportu łobeskiego 1945-2007, 2008
- Rowerem po Ziemi Łobeskiej, 2002
- Autor artykułów o sporcie i turystyce: Łabuź, Łobeziak, Niedziela i innych.

## Animator sportu i turystyki
Współtwórca i organizator masowych imprez sportowych o zasięgu regionalnym: 
- Paraolimpiada Osób Niepełnosprawnych "Święto Radości" 1994-2006
- Łobeskie Biegi o memoriał redaktora Tomasza Hopfera 1984-2010
- Młodzieżowy Turniej Piłki Nożnej o memoriał Witolda Markiewicza 1985-2010
- Powiatowe „Czwartki Lekkoatletyczne”2000-2016
- Gala Sportu Powiatu Łobeskiego 2007-1015
- Turniej dla Najmłodszych „Gwiazdeczki Olimpijskie” 2008-2016
- pomysłodawca i realizator wytyczenia i oznakowania 3 tras rowerowych o długości 104 km
- wnioskodawca ustanowienia 5 pomników przyrody w gminie Łobez, 2002-2003.

## Działalność samorządowa
- radny Rady Miejskiej w Łobzie 1998-2002, członek Komisji Spraw Społecznych i Komisji Terenów Wiejskich
- radny Rady Powiatu w Łobzie 2006-2010, z-ca przewodniczącego Komisji Rewizyjnej, członek Komisji Oświaty
- radny Rady Powiatu w Łobzie 2010-2014, przewodniczący Rady Powiatu (2010-2011), przewodniczący Komisji Rewizyjnej, członek Komisji Oświaty.

## Przynależność do organizacji i stowarzyszeń
- członek Zarządu Wojewódzkiego Szkolnego Związku Sportowego w Szczecinie (3 kadencje) 1996-2008
- prezes Powiatowego Szkolnego Związku Sportowego w Łobzie, 1993-2010,
- prezes Międzyszkolnego Klubu Sportowego „Olimp” Łobez, 1976-2006,
- członek zarządu łobeskich klubów sportowych: MLKS „Światowid”, 1981-85,
- Łobeski Klub Biegacza „Trucht”, 2005-2015,
- członek Powiatowej Rady Sportu w Łobzie, 2006-2014

## Medale i odznaczenia
- Złoty Krzyż Zasługi i Srebrny Krzyż Zasługi – Warszawa, 1998, 1998
- Medal Komisji Edukacji Narodowej – Warszawa, 1998
- Nagroda Ministra Oświaty i Wychowania – Warszawa, 1972
- Srebrna Odznaka za Zasługi dla Pomorza Zachodniego „Gryf Pomorski” – Szczecin, 2010
- Srebrna Odznaka Zasłużony Działacz Kultury Fizycznej – Warszawa, 1980
- Złota Odznaka Za Zasługi w Sporcie Szkolnym – Warszawa, 1976
- Złota Odznaka Honorowa Ludowych Zespołów Sportowych – Warszawa, 1990
- Srebrna Odznaka Honorowa Polskiego Związku Koszykówki – Warszawa, 1982
- Brązowa Odznaka Honorowa Polskiego Związku Lekkiej Atletyki – Warszawa, 1987
- Nagroda Kuratora Oświaty i Wychowania w Szczecinie – Szczecin, 1987,
- Nagroda Specjalna Starosty Łobeskiego „Smok” – Łobez, 2004,